# 北方信托银行
北方信托公司（英語：Northern Trust Corporation，又译“北美信托银行”）是总部设在美国芝加哥的一家银行，主要提供投资管理，资产、基金管理，信托和银行服务，除了美国本土外，该公司的业务遍及加拿大及英国，是世界最大托管银行之一。资产管理规模约为1.2 万亿美元。